# Battle Wings
Battle Wings (en Japón B-WINGS) es un videojuego para máquinas arcade y NES, del género Matamarcianos, publicado por Data East durante el año de 1986. El juego se distribuyó en América y en Europa, un año después de su lanzamiento en Japón.

## Descripción
En B-Wings, el jugador controla una nave durante 30 niveles. A su vez, podemos acoplar varios módulos de alas, que dan distintos tipos de municiones a nuestra nave. Además de haber naves mecánicas, como jefes al final de cada nivel, también podemos encontrar una araña, un sapo y un gusano durante nuestra partida.
También podemos encontrar varios elementos escondidos en los obstáculos, tales como picas, diamantes, tréboles, corazones, estrellas fugaces, un caballo de ajedrez, entre otros. Al coger uno de estos objetos, cambia el aspecto de la nave. Si se atrapa la estrella fugaz, podemos saltarnos 3 niveles.

## Módulos de alas y armas
Tenemos distintas alas, que nos proporcionarán una munición distinta por cada una; éstas pueden conseguirse al principio de una misión, o si nos las encontramos en mientras vamos por nuestro camino:
- Wingless: Éstas son las alas principales, disparan proyectiles simples. No puede haber más de 2 misiles en pantalla. No es rápido ni poderoso y solo dispara en línea recta.
- Cannon: Éstas alas disparan hasta 3 proyectiles por disparo. No puede haber más de 6 proyectiles en pantalla. Los disparos son rápidos, aunque solo dispara en línea recta.
- Wide: Tal vez sean las mejores alas, ya que disparan 5 proyectiles por disparo, los cuales se dividen hasta desaparecer de la pantalla o chocar contra algo. No puede haber más de un proyectil por pantalla. Sirven de mucho, ya que los disparos llegan a casi toda la pantalla, aunque cuando un proyectil golpea a un enemigo, o choca, todos desaparecen.
- Multi: Éstas son capaces de disparar hasta 3 proyectiles, uno (Que es el mismo que el Wingless), siempre va de forma recta, aunque los otros dos pueden variar, yendo a 90°, 75°, 45° y 0° para cualquier lado.
- Van: Disparan 6 proyectiles que rodean a tu nave (Excepto de atrás). Son defensivos, ya que tienen muy poca distancia, para enfrentarse a la mayoría de los jefes, e incluso pueden ser casi inútiles.
- Side: Disparan 7 proyectiles por disparo, uno hacia adelante, 3 hacia la derecha, y 3 hacia la izquierda. Puede ser muy útil en algunas partes, aunque por lo general no es muy buena. Tiene unas proyectiles en forma de corazones.
- Anti: Disparan 4 proyectiles por disparos. Estos van en pares: otro hacia adelante y otro hacia atrás. Tienen una muy buena defensa, ya que pueden proteger su parte trasera, aunque es débil en ambas partes. Al igual que el Side, también dispara pequeños corazones.
- Hammer: Disparan 2 proyectiles por disparo, que van en forma recta. No puede haber más de 3 pares de proyectiles en pantalla. Estas alas tienen 2 proyectiles girando alrededor de la nave, lo que nos proporciona no sólo una excelente defensa, sino que también un ataque muy potente y efectivo, pero únicamente de corta distancia.
- Jump: Disparan 3 proyectiles por disparo, nada más pueden haber un máximo 6 en pantalla. Los disparos son rectos, dos en los costados, y uno en el medio. El proyectil de medio, explota a cierta distancia "saltando" a los enemigos, hasta explotar. Nos puede ser muy útil para algunos jefes.
- Dyna: Disparan un único proyectil por disparo, pero este es más ancho, y puede penetrar a cualquier clase de enemigo (Excepto jefes y obstáculos). Su movimiento es recto y es de corta distancia.
- Fire: Disparan una llamarada que penetra enemigos y obstáculos. Su movimiento es recto, y es de corta distancia.

### Armas especiales
- Staring-Silver: Contiene el escudo del arma Hammer y utiliza una munición de gran tamaño y forma circular en color verde que se mueve haciendo curvas, a manera de ondas.
- Oct-Blaster: No cuenta con el escudo protector de Hammer pero utiliza la misma munición que se dispara hacia ocho direcciones formando un rombo.
- Aurora-Harrier: Tiene forma cuadrada. Las municiones tienen una silueta rectangular conformada por ondas. Se disparan hacia cuatro direcciones formando un cuadrado. Un solo proyectil basta para derribar a cuantos enemigos estén en su dirección.